# Kawtar Kahhaz
Kawtar Kahhaz, née le 24 août 1998, est une athlète marocaine.

## Carrière
Kawtar Kahhaz;, sociétaire du Club Difaâ El Jadida, remporte le 10 km de M'diq en 2022. Elle termine deuxième du semi-marathon international de Marrakech en 2024.
Elle remporte la médaille de bronze par équipe lors des Championnats d'Afrique de cross-country 2024 à Hammamet.

## Palmarès
| Date | Compétition                             | Lieu     | Résultat | Épreuve           | Temps  |
| ---- | --------------------------------------- | -------- | -------- | ----------------- | ------ |
| 2024 | Championnats d'Afrique de cross-country | Hammamet | 3e       | Cross par équipes | 50 pts |